# Jylländsk harkrank
Jylländsk harkrank (Tipula jutlandica) är en tvåvingeart som beskrevs av Nielsen 1947. Jylländsk harkrank ingår i släktet Tipula och familjen storharkrankar. Enligt den svenska rödlistan är arten otillräckligt studerad i Sverige. Arten förekommer i Svealand och Nedre Norrland. Artens livsmiljö är skogslandskap, våtmarker. Inga underarter finns listade i Catalogue of Life.